# Klein Pampau
Klein Pampau település Németországban, Schleswig-Holstein tartományban. Lakosainak száma 688 fő (2023. december 31.).

## Népesség
A település népességének változása:
| Lakosok száma | 406  | 625  | 639  | 678  | 688  | 688  |
|               | 1975 | 2017 | 2019 | 2021 | 2022 | 2023 |